# Ударни ован
Ударни ован се користио већином за пробијање врата а ретко за пробијање слабих зидова. Врло је просте грађе и обично се правио по потреби, материјала је било свуда. Састоји се од једног брвна који може бити на точковима (а не мора) и даскама постављеним изнад ради заштите од стрела, камења, врелог уља... Потребно је више снажних људи за коришћење. Ти људи би се залетали и брвном разваљивали врата. Престанком коришћења замкова ован прелази у полицијску употребу ради разваљивања мањих врата.
Овнови су се показали ефикасним ратним оружјем, јер су у то време материјали за изградњу зидова као што су камен и цигла били слаби на напрезање, те су стога били склони пуцању када су ударени силом. Уз поновљене ударце, пукотине би стално расле све док се не створи рупа. На крају би се у ткиву зида појавио процеп, омогућавајући наоружаним нападачима да се пробију кроз њега и нападну становнике цитаделе.
Увођење опсадних топова у каснијем средњем веку, који су искористили експлозивну моћ барута за избацивање тешких камених или гвоздених кугли против утврђених препрека, означио је крај ударних овнова и других традиционалних опсадних оружја. Мање, ручне верзије ударних овнова и данас користе службеници за спровођење закона и војно особље за разбијање закључаних врата.
Ован са капом је ован који има додатак на глави (обично направљен од гвожђа или челика, а понекад у облику главе и рогова овна) да би нанео већу штету згради. Био је много ефикаснији у уништавању непријатељских зидова и зграда од неопремљеног овна, али је био тежи за ношење.

## Дизајн
Најранији приказ могућег овна је из гробнице племића Кети из 11. династије, где пар војника напредује према тврђави под заштитом покретне кровне конструкције, носећи дугачку мотку која може представљати обичног овна.
Током гвозденог доба, на древном Блиском истоку и на Медитерану, трупац ударног овна био је са суспендован на оквиру са точковима помоћу ужади или ланаца како би могао да буде масивнији и да се лакше удара о мету. Често, врх овна би био ојачан металном главом или капом, док су рањиви делови осовине били везани ојачавајућим металним тракама. Витрувије у свом тексту De architectura наводи да је Керас Картагињанин први направио овна са дрвеном подлогом са точковима и дрвеном заклоном, са овном окаченим унутра. Међутим, ова структура се кретала тако споро да ју је назвао тестудо (на латинском за „корњача“).
Друга врста овна је била она која је задржала нормалан облик и структуру, али су потпорне греде уместо тога направљене од младица које су биле везане заједно. Оквир је тада био покривен кожом као и обично да би се одбранио од ватре. Једина присутна чврста греда био је ован који је висио о раму. Сам оквир је био толико лаган да се могао носити на раменима људи који су транспортовали овна, а исти људи су могли да ударају овна о зид када би досегли до њега.
Многи ударни овнови су имали закривљене или косе дрвене кровове и бочне преграде, прекривене заштитним материјалима, обично свежом влажном кожом. Ове надстрешнице су смањивале ризик од запаљења овна и штитиле оператере овна од рафала стрела и копља испаљених одозго.
Слика асирског ударног овна приказује колико су софистицирани нападачки и одбрамбени поступци постали до 9. века пре нове ере. Бранитељи градских бедема покушавају бакљама да запале овна и подметну ланац испод њега. Нападачи покушавају да повуку ланац како би ослободили овна, док поменуте мокре коже на надстрешници пружају заштиту од пламена.
У време када су Кушити извршили упад у Египат, око 715. п. н. е., зидови, тактика опсаде и опрема претрпели су многе промене. Рана склоништа која су штитила сапере наоружане моткама који су покушавали да пробију бедеме од ћерпича уступила су место ударним овновима.
Прва потврђена употреба овнова на Западу десила се од 503. до 502. године пре нове ере када је Опитер Вергиније постао конзул Римљана током борбе против народа Аурунки:
Следећи конзули, Опитер Вергиније и Сп. Касије, прво су настојали да јуришом заузму Пометију, а потом подизањем ударних овнова (vineae) и другим радовима.— Ливије, Ab urbe condita, History of Rome, Book II, Chapter 17
Друга позната употреба била је 427. п. н. е., када су Спартанци опседали Платеју. Прва употреба овнова у Средоземном басену, у овом случају са истовременом употребом опсадних торњева за заштиту набијача од напада, одвила се на острву Сицилија 409. године п. н. е., приликом опсаде Селинунта.
Браниоци који се налазе у замковима, тврђавама или бастионима понекад би покушавали да спрече овнове тако што би бацали препреке испред овна, као што је велика врећа пиљевине, непосредно пре него што је овнова глава ударила у зид или капију, или користећи куке за хватање како би имобилизирали овновски трупац. Алтернативно, ован би могао бити запаљен, заливен песком загрејаним ватром, ударен громадама баченим са зидина или изложен брзом налету трупа.
Неки ударни овнови нису били окачени помоћу ужади или ланаца, већ су били подржани ваљцима. Ово је омогућило овну да постигне већу брзину пре него што удари у мету, чинећи га деструктивнијим. Такав ован, како га је користио Александар Велики, описује Витрувије.
Алтернативе ударном овну укључивале су бушилицу, саперског миша, крамп, опсадну удицу и ловачког овна. Ови уређаји су били мањи од ударног овна и могли су се користити у скученим просторима.

## Значајне опсаде
Ударни Овнови су имали важан утицај на еволуцију одбрамбених зидова, који су конструисани све домишљатије у покушају да се пониште ефекти опсадних машина. Историјски примери употребе овнова у опсадама великих градова укључују:
- Уништење Јерусалима од стране Римљана[9][10][11]
- Крсташки ратови[12][13][14]
- [[Sack of Rome (410)|Пљачкање Рима[15][16][17]
- Разне опсаде Цариграда[18]

У Глостеру у Енглеској постоји популаран мит да је добро позната дечја рима, Хампти Дампти, о овну коришћеном у опсади Глостера 1643. године, током Грађанског рата. Међутим, прича је готово сигурно неистинита; током опсаде, која је трајала само месец дана, нису коришћени овнови, иако је било много топова. Изгледа да је идеја настала у лажном историјском есеју професора Дејвида Доба који је писао за The Oxford Magazine 1956. године, у који се широко веровало упркос очигледним невероватностима (нпр. планирање да се пређе реку Северн трчањем с овном низ брдо великом брзином, иако је река на овом месту широка око 30 m (98 ft).

## Модерна употреба
Ударни овнови се и даље користе у модерним временима. Полицијске снаге често користе мале металне овнове са једним или два човека, познате као извршитељи, за присино отварање закључаних вреата или пробијање врата. Савремени ударни овнови понекад садрже цилиндар, по чијој дужини клип аутоматски пуца када удари у тврди предмет, чиме се значајно повећава замах удара.